# Agontano
L'agontano o grosso agontano è stata una moneta del libero comune di Ancona durante il basso medioevo, nel XIII e nel XIV secolo. Era un grosso d'argento con lega di 965 millesimi ed aveva il diametro di 18-22 millimetri e il peso di 2,04-2,42 grammi. Il valore era di un soldo. 

## Origine
Le prime notizie sulla monetazione di Ancona medievale sono del XII secolo. La città iniziò a battere moneta non per concessione imperiale o papale, bensì per decisione autonoma. Secondo alcune tradizioni la città batteva moneta su concessione dell'Impero bizantino, in seguito alla fedeltà dimostrata durante l'assedio del 1173, ma la notizia è tarda e non supportata da fonti. La moneta, detta anche "grosso agontano", ebbe un grande successo e fu imitata in tutte le Marche ed anche in Emilia-Romagna, Toscana, Lazio ed Abruzzo. Zecche che emisero imitazioni furono ad esempio quelle di Ascoli, Atri, Bologna, Camerino, Chieti, Civitaducale, Massa Marittima, Ravenna, Rimini, Volterra, Pesaro, Ferrara.

## Agontano aureo
Meno conosciuto di quello in argento, esistette anche l'agontano in oro; chiamato anche ducato, se ne ha notizia da documenti del sec. XIV, ma gli esemplari a noi conservati sono del periodo a cavallo tra il XV e il XVI secolo. Fu emesso durante i pontificati di Paolo II, Sisto IV, Innocenzo VIII, Alessandro VI, Giulio II, Leone X, Adriano VI.

## Aspetto
Sul dritto l'agontano presenta una croce patente racchiusa da un cerchio intorno al quale è la scritta DE ANCONA. Sul rovescio è rappresentato San Ciriaco, protettore della città, in abiti da vescovo greco, con pastorale e in gesto di benedire; intorno ad esso è la scritta P.P.S.QUIRIACUS. La testa del santo con l'aureola e le gambe interrompono il cerchio che racchiude il resto del corpo.
L'abbreviazione PPS Quiriacus è interpretata Perpetuus Patronus Sanctus Quiriacus, ma c'è stato anche chi ha letto Sanctus Quiriacus Papa de Ancona (iniziando a leggere dalla lettera S)
Per i seguenti caratteri si distingue dalle altre monete emesse dalla zecca anconitana.
- Si distingue dal grosso primitivo di Ancona (seconda metà del XIII secolo) perché quest'ultimo sul rovescio ha la legenda incompleta "P. P. S. QVIRIA" e nel campo non ha l'immagine del santo, ma le tre lettere finali della legenda: "C V S" poste attorno ad un piccolo globo; inoltre il grosso primitivo aveva un diametro leggermente più piccolo (18-19 millimetri) e un peso inferiore (1,28-1,30 grammi).
- Si distingue dal denaro di Ancona (seconda metà del XIII secolo - XIV secolo) perché quest'ultimo non era in argento, ma in mistura ed aveva un diametro leggermente più piccolo (15-17 millimetri) e un peso nettamente inferiore (0,50-0,75 grammi); inoltre anch'esso, come il grosso primitivo, aveva sul rovescio una legenda in cui il nome di San Ciriaco non era completo, in quanto le ultime tre lettere erano poste nel campo attorno ad un globetto. Nel XIV secolo, in alcuni casi, il denaro di Ancona aveva sul dritto una lettera "A" a completamento della legenda "ANCON" oppure, inserita nella legenda del dritto, era rappresentato il cavaliere armato dello stemma cittadino.
- Si distingue dal bolognino di Ancona (XIV secolo), anch'esso in argento, perché quest'ultima moneta, pur avendo un diametro all'incirca uguale a quello dell'agontano (18 millimetri), il suo peso era nettamente inferiore (0,7-1,1 grammi). Inoltre il bolognino di Ancona aveva sul dritto, nel campo, una lettera "A" a completamento della legenda "DE ANCON" e sul rovescio, nel campo, le lettere "ACVS" a completamento della legenda "P.P.S.QVIRI". In altri casi il bolognino di Ancona aveva sul dritto, nel campo, il cavaliere armato dello stemma cittadino e la legenda "DE ANCONA" e, sul rovescio, una lettera "A" con la legenda P.P.S.QUIRIACUS.